# Loodbitumen
Loodbitumen is een materiaal dat gemaakt is van teer en lood om het massa te geven. Dit materiaal kan gebruikt worden om lage tonen te dempen en wordt daarom ook vaak gebruikt in luidsprekerkasten.